# Giuseppina Princi
Giuseppina Princi (nascida a 27 de Setembro de 1972) é uma política italiana da Forza Italia que foi eleita membro do Parlamento Europeu em 2024. Serviu como vice-presidente da Calábria sob Roberto Occhiuto até à sua eleição.